# عبد العزيز العريفي
عبد العزيز محمد العريفي رجل أعمال سعودي، درس البكالريوس في الولايات المتحدة الأمريكية، مستثمر في مجال الإعلام الهادف. يعرف كونه مالك ومؤسس قناة بداية الفضائية وشركة مسيان للتسويق .